# Bahnhof Iida
Der Bahnhof Iida (jap. 飯田駅, Iida-eki) ist ein Bahnhof auf der japanischen Insel Honshū, betrieben von der Bahngesellschaft JR Central. Er befindet sich in der Präfektur Nagano, auf dem Gebiet der Stadt Iida im Ina-Becken.

## Beschreibung
Iida ist ein Zwischenbahnhof an der von JR Central betriebenen Iida-Linie, die Toyohashi mit Tatsuno verbindet. Der Bahnhof ist Ausgangspunkt zweier Fernverbindungen: Zweimal täglich verkehrt der Schnellzug Inaji (伊那路) in südlicher Richtung nach Toyohashi, einmal täglich der Eilzug Misuzu (みすず) nach Tatsuno, Matsumoto und Nagano. Im Regionalverkehr besteht ein angenäherter Stundentakt sowohl nordwärts in Richtung Tatsuno (die meisten Züge werden dabei nach Okaya an der Chūō-Hauptlinie durchgebunden) als auch südwärts bis Tenryūkyō. In den 1960er bis 1980er Jahren bot die Japanische Staatsbahn umsteigefreie Schnellzüge von Iida nach Nagoya und Tokio-Shinjuku an, die jedoch von Fernbussen verdrängt wurden.
Der Bahnhof steht am Rand des Stadtzentrums, am westlichen Ende der Hauptstraße Chūō-dōri. Die Anlage ist von Südwesten nach Nordosten ausgerichtet und besitzt sechs Gleise, von denen drei dem Personenverkehr dienen. Diese liegen am Hausbahnsteig und an einem Mittelbahnsteig, der durch eine gedeckte Überführung mit dem Empfangsgebäude an der Südseite verbunden ist. Drei Gleise werden zum Abstellen von Zügen verwendet. Westlich des Bahnhofs gab es einst eine Verladerampe und mehrere Gleise für den Güterverkehr. Die Bushaltestellen auf dem Bahnhofsvorplatz werden von mehreren Linien des Stadtbusbetriebs Iida und der Gesellschaft Shinnan Kōtsū bedient, hinzu kommen Fernbuslinien der Unternehmen Chūō Kōsoku Bus und Misuzu Highway Bus.
Im Jahr 2016 zählte der Bahnhof täglich durchschnittlich 959 Fahrgäste.

## Weblinks

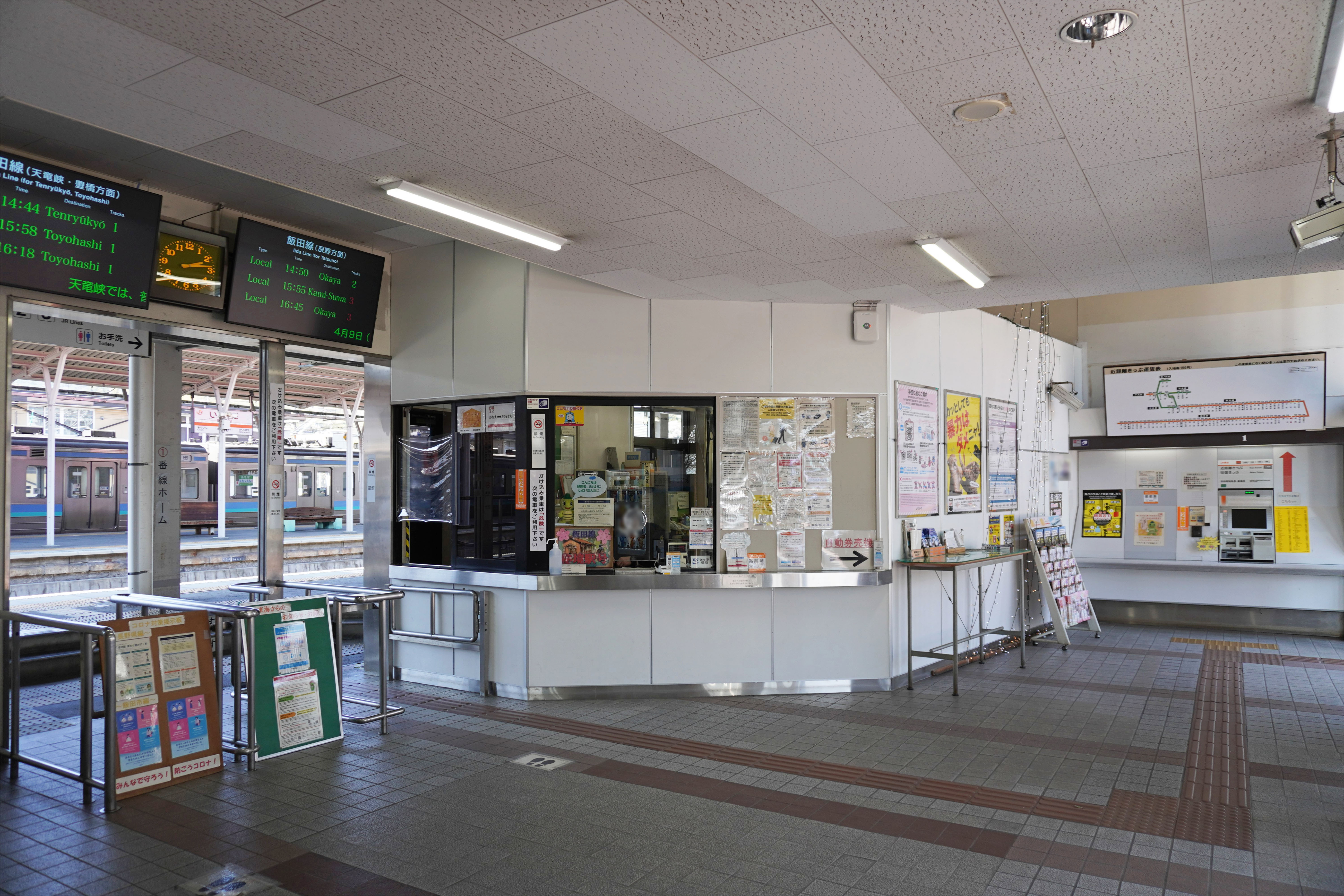
Ticketschalter (April 2023)

## Geschichte

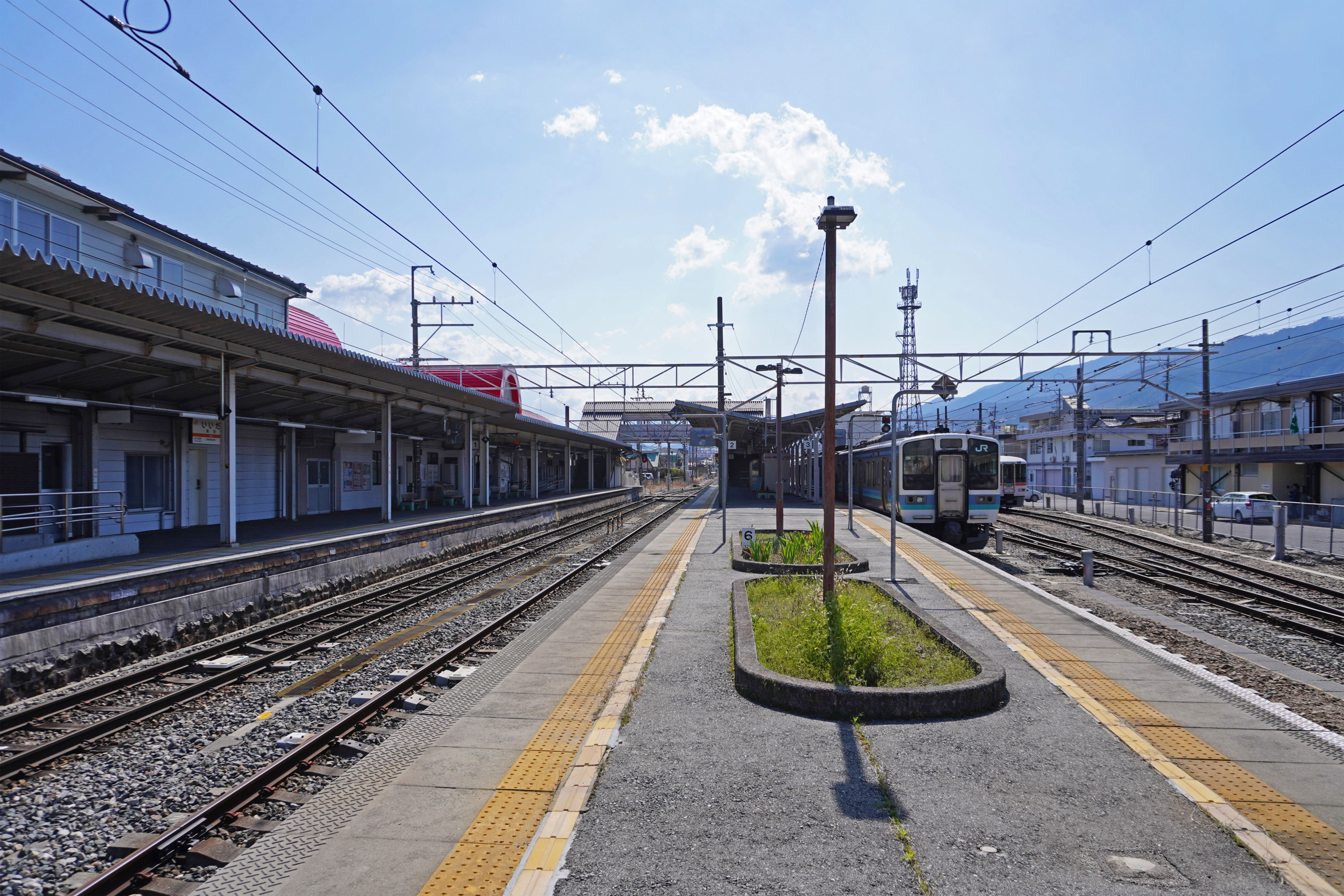
Mittelbahnsteig

Die Bahngesellschaft Ina Denki Tetsudō eröffnete den Bahnhof am 3. August 1923, zusammen mit dem von Moto-Zenkōji bis hierhin führenden Streckenabschnitt. Etwas mehr als drei Jahre lang war Iida Endstation, bis zur Eröffnung des Teilstücks nach Ina-Yawata am 17. Dezember 1926. Es vergingen dann weitere elf Jahre, bis die gesamte Iida-Linie zwischen Toyohashi und Tatsuno vollendet war. Die Ina Denki Tetsudō wurde am 1. August 1943 verstaatlicht. Für den Betrieb war nun das Eisenbahnministerium verantwortlich, ab 1949 die Japanische Staatsbahn.
Im Jahr 1960 ersetzte die Staatsbahn das ursprüngliche Empfangsgebäude durch einen Neubau. Aus Kostengründen stellte sie am 21. Januar 1984 den Güterumschlag ein, am 14. März 1985 auch die Gepäckaufgabe. Im Rahmen der Staatsbahnprivatisierung ging der Bahnhof am 1. April 1987 in den Besitz der neuen Gesellschaft JR Central über. Diese nahm einen weiteren Neubau des Empfangsgebäudes vor und eröffnete ihn im Februar 1992.